# 张耀翔
张耀翔（1893年—1964年），男，湖北汉口人，中国心理学家，曾任华东师范大学教育系主任、教授。